# A vulgar display of prog
A vulgar display of prog is het zesde muziekalbum van de Italiaanse muziekgroep Moongarden. Moongarden had er alweer een personeelswisseling op zitten, een kenmerk van deze band. De muziek houdt het midden tussen rechttoe rechtaan rock en progressieve rock; het hangt daarmee tegen Porcupine Tree aan, alleen de verwijzingen naar de oude stijl van Genesis met Steve Hackett overheerst hier meer.
De titel verwijst naar het afgrijzen van sommige muziekliefhebbers van het genre progressieve rock; voorts ging de uitgave vergezeld met de sticker Parental Advisory, explicit lyrics in verband met het gebruik van het woord Fuck. Compression is een bewerking van een stuk van Mike Rutherford en Anthony Phillips, dat eigenlijk zou verschijnen op Smallcreep's Day, maar alleen op de gelijknamige single verscheen.  

## Musici
- Simone Baldini Tosi – zang
- David Cremoni – gitaar
- Maurizio di Tollo – slagwerk
- Christiano Roversi – toetsinstrumenten waaronder mellotron, baspedalen
- Mriko Tagliasacchi – basgitaar

met
- Massimo Menotti- gitaarloops op track 4
- Marco Tafelli – gitaren op tracks 1,2,3
- Eddy Cavazza – gitaar op tracks 5,7,8
- Mike Ill – menselijke stem op 8, Rivka – avatarstem op 8, Zef Noise- adminstem en viool op 8)

Distelleria Music Factory is een platenlabel opgericht door Roversi en Gigi Cavalli Cocci van Mangala Vallis.

## Muziek
Alle door Cristiano Roversi en Antonio de Sarno, behalve waar aangegeven

| Nr. | Titel                                           | Duur  |
| --- | ----------------------------------------------- | ----- |
| 1.  | Boromir                                         | 6:50  |
| 2.  | Aesthetic surgery                               | 10:00 |
| 3.  | MDMA                                            | 7:15  |
| 4.  | After the MDMA from Lezooh to Miryydian         | 5:00  |
| 5.  | Wordz and badge                                 | 8:15  |
| 6.  | Demetrio and Magdalem                           | 6:35  |
| 7.  | Enter the modern hero                           | 8:00  |
| 8.  | Compression (Mike Rutherford, Anthony Phillips) | 16:30 |